# Skeyton
Skeyton – wieś w Anglii, w hrabstwie Norfolk, w dystrykcie North Norfolk. Leży 17 km na północ od Norwich i 173 km na północny wschód od Londynu. W 2001 miejscowość liczyła 200 mieszkańców.